# Egetis Therapeutics
Egetis Therapeutics AB är ett svenskt läkemedelsutvecklingsföretag med säte i Stockholm. Egetis Therapeutics är ett innovativt, unikt och integrerat läkemedelsutvecklingsbolag, fokuserat på projekt i sen klinisk utvecklingsfas inom särläkemedelsområdet för behandling av allvarliga och sällsynta sjukdomar med betydande medicinska behov. Emcitate är en läkemedelskandidat som utvecklas som den potentiellt första behandlingen för patienter med MCT8-brist, en sällsynt sjukdom med ett stort medicinskt behov och ingen tillgänglig behandling. En klinisk fas IIb-studie har genomförts med signifikanta och kliniskt relevanta behandlingsresultat. En fas IIb/III studie startades i december 2020 då första patient doserades. Emcitate har särläkemedels-status i USA och Europa. Emcitate har beviljats Rare Pediatric Disease-status och Fast Track Designation i USA. Aladote är en ”first-in-class” läkemedelskandidat som utvecklas för att reducera akuta leverskador till följd av paracetamolförgiftning. En proof of principle-studie har framgångsrikt avslutats och utformningen av en registreringsgrundande fas II/III-studie med syfte att ansöka om marknadsgodkännande i USA och EU har finaliserats efter diskussioner med läkemedelsmyndigheterna FDA, EMA och MHRA. Aladote har beviljats särläkemedelsstatus i USA och förväntas vara berättigad till en särläkemedelsstatus i EU, för vilken en ansökan skickats in under Q1 2021. 
Egetis Therapeutics AB:s aktie är noterad på Stockholmsbörsen. Den finns på Small Cap-listan.